# Liaoximordella
Liaoximordella is een geslacht van kevers uit de familie spartelkevers (Mordellidae).
Het geslacht is voor het eerst wetenschappelijk beschreven in 1993 door Wang.

## Soorten
Het geslacht omvat de volgende soort:
- Liaoximordella hongi Wang, 1993